# Petar I. Karađorđević
Petar I. Karađorđević, poznat u Srbiji i Jugoslaviji i kao Osloboditelj (Oslobodilac) i Stari kralj (Beograd, 11. srpnja 1844. – Beograd, 16. kolovoza 1921.), bio je kralj Srbije (1903. – 1918.) i Kraljevine SHS (1918. – 1921.) iz dinastije Karađorđevića. Sin kneza Aleksandra (vladao Srbijom 1842. – 1858.), unuk vođe Prvog srpskog ustanka Karađorđa. Godine 1914. prenio je kraljevska ovlaštenja na sina, prijestolonasljednika Aleksandra, koji je vladao kao regent.

## Život do stupanja na prijestolje
Školovao se u gimnazijama u Beogradu i Ženevi, te u vojnim školama u Parizu i Metzu, gdje je 1867. završio višu vojnu školu. U redovima francuske vojske kao časnik borio se u francusko-pruskom ratu 1870. – 1871. Odlikovan za hrabrost ordenom legije časti. Za ustanka u Bosni i Hercegovini 1875. – 1876. borio se je protiv Turaka u pod imenom Petar Mrkonjić (nekadašnji slavni hajdučki vođa). 
Vjenčao se s kćerkom crnogorskoga knjaza Nikole Petrovića i s njom živio na Cetinju 1883. – 1890., a zatim u Ženevi, do izbora za kralja Srbije. Do toga je došlo nakon što su kralj Aleksandar Obrenović i njegova supruga Draga bili ubijeni u uroti skupine časnika u noći 28.-29. svibnja 1903.

## Uspostava ustavne monarhije
Vrativši se u Srbiju na poziv Narodne skupštine, Petar je polažio vladarsku prisegu 15. lipnja 1903. Vraćen je na snagu liberalno-demokratski Ustav iz 1888., pisan po uzoru na belgijski, po kojem je Srbija postala ustavna monarhija (kralj Aleksandar bio ga je suspendirao 1894.). 
Petar je bio štovatelj ustavnosti, liberalnih i demokratskih načela. Preveo je na srpski spis J. S. Milla O slobodi, i isticao parolu kako se »jedino u slobodi narod uzgaja za slobodu«. Njegova vladavina obilježena je prijelazom s apsolutizma na ustavnost i parlamentarizam, te poštovanjem slobode tiska i drugih građanskih sloboda, ali također i snažnim utjecajem vojske, osobito časničkih krugova oko organizacije Crna ruka, partitokratskom vlašću stranačkih vodstava, te rastom društvenih nejednakosti. 
Ključna politička osoba toga doba je kontroverzni Nikola Pašić, predsjednik vlade (s kraćim prekidima) 1903. – 1918.
Godine 1936., na osnovu iskustva s ponašanjem srbijanskih stranaka u Prvoj Jugoslaviji, Josip Horvat piše: »Politički razvitak Kraljevine Srbije do 1903., nakon borbe s dinastijom Obrenovića, donio je Srbiji demokraciju, odnosno demokratske forme političkom životu; ali ono što je bitno, jezgra, duh, zapadnjačke demokracije nije se još, sasvim prirodno, uspio razviti; radikali su uspjeli u borbama do 1903. osvojiti za stranke vlast; umjesto vlasti dinastije došla je vlast klubova, vlast njihove oligarhije.« (Horvat, II, str. 201.)

## Utjecaj na Srbe i Hrvate u Austro-Ugarskoj
Zahvaljujući liberalno-demokratskom režimu kojeg utjelovljuje europski kultivirani Petar I., Srbija je postala privlačna kao uzor i mogući pijemont južnoslavenskog ujedinjenja ne samo za Srbe prečane, nego i za Hrvate i Slovence pod austro-ugarskom vlašću. Svetozar Pribićević je u listu Novi Srbobran slavio slobode, koje vladaju u Srbiji. U razgovoru s regentom Aleksandrom 29. studenoga 1918. rekao je kako nitko od Srba u Austro-Ugarskoj nije želio ujedinjenje sa Srbijom u vrijeme dinastije Obrenovića, koja je vladala apsolutistički. »Tek nakon dolaska na prijestolje Petra Karađorđevića Srbija je za njih postala magnet, jer je on kao vladar stvorio doba slobode.« (Krizman, str. 356.) To je utjecalo i na stvaranje Hrvatsko-srpske koalicije, a Pribićević i drugi južnoslavenski političari uspostavili su redovite kontakte sa srbijanskim predsjednikom vlade Nikolom Pašićem, te otvoreno govorili kako slijede njegovu politiku.

## Konflikti i ratovi sa susjedima
Ključni su se događaji za vladavine Petra I. odvijali u vanjskoj politici. On je prekinuo orijentaciju Obrenovića prema Austro-Ugarskoj; tako je započet konflikt koji eskalira sve do Prvoga svjetskoga rata. Iako je mala država između dva carstva, Srbija vodi aktivnu, samopouzdanu politiku. Nasuprot željama Austro-Ugarske za proširenjem svoje vlasti i utjecaja na zemlje u okružju, na račun umirućeg Otomanskog carstva, Srbija, uz oslon na Rusiju i Francusku, postaje regionalna sila u usponu, koja i sama razvija osvajačke aspiracije ne samo prema jugu (Makedonija) nego i prema zapadu (Bosna i Hercegovina). 
Konfliktni su bili odnosi sa svim susjedima. 
- Nastojanje da se Turci istjeraju s Balkana uz istodobni antagonizam s Bugarskom oko Makedonije (pogledajte: Četnici u Makedoniji…).
- Carinski rat s Austro-Ugarskom 1906. – 1910. Nakon sklapanja carinskog saveza Srbije i Bugarske, Austro-Ugarska je zabranila svaki uvoz iz Srbije, što je teško pogodilo nerazvijeno srpsko gospodarstvo. Srbija se povezuje s Francuskom, Italijom i Rusijom. Uspijeva naći nova tržišta za svoje poljoprivredne proizvode, a u Srbiju ulazi francuski kapital koji potiče razvoj industrije. Bugarska se pak zbog spora sa Srbijom oko Makedonije približava Austro-Ugarskoj i Njemačkoj.
- Kriza zbog austrougarske aneksije Bosne i Hercegovine 1908. To je dovelo do duboke diplomatske krize u Europi i zaprijetio je rat između Srbije, te Rusije kao njenog saveznika, protiv Austro-Ugarske. To je imalo i ozbiljne posljedice za hrvatsku politiku (Veleizdajnički proces). Sile Antante su 1909. priznale aneksiju, pa je to morala i Srbija. Austrougarska nastoji proširiti svoja osvajanja prema Kosovskom vilajetu (još pod turskom vlašću).
- Pobjede protiv Turske u Prvom i protiv Bugarske u Drugom balkanskom ratu 1912. – 1913.
- Sarajevski atentat i početak Prvoga svjetskoga rata.

Kada ujesen 1915. austro-ugarska, njemačka i bugarska vojska osvajaju Srbiju, povlači se s vojskom preko Albanije na Krf. Živio je u inozemstvu do srpnja 1919. Prijestolonasljednik Aleksandar preuzeo je kao regent sve ovlasti i Petar više nije imao utjecaja na politička zbivanja. Ostao je međutim visoko uvažavan. Kad je 1921. umro, njegova je smrt teško odjeknula u cijeloj državi, bez obzira na stranačka stajališta: »osjeća se da počinje nova epoha«. (Horvat II, str. 217.)

## Nasljeđe
Aleksandar, nažalost, nije imao u sebi ništa od očeve tolerancije i širine duha; od početka nastupao je kao despot, po uzoru na svojeg imenjaka Aleksandra Obrenovića. Stvaranje peterostruko uvećane države dozvoljava mu maksimalno razvijanje njegovih autokratskih sklonosti.
Neke osobine Petra I. naslijedio je njegov nećak knez Pavle Karađorđević, koji je nakon ubojstva kralja Aleksandra u Marsejskom atentatu 1934. – 1941. regent u ime maloljetnog Petra II.
Duh ustava iz 1903./1888., usmjerenog na jačanje vlasti parlamenata i slabljenje vlasti kralja, unio je u svoj nacrt Ustava Kraljevine Srba, Hrvata i Slovenaca Stojan Protić. »Protićev ustavni nacrt odisao je sav idealizmom predratne demokracije, iskustvom državničkim i pronicavošću za svu unutrašnju problematiku nove države.« (Horvat, II, str. 202.) Ta je težnja međutim u radu Ustavotvorne skupštine bila posve odbačena.
Stvarnost Srbije od 1903. bila je proturječna, s "balkanskom" brutalnošću, despotizmom i neobaziranjem na načela "pravne države", koje tanak sloj uzdižuće inteligencije i liberalno-demokratske forme nisu mogli suzbiti. U novostvorenoj Kraljevini Srba, Hrvata i Slovenaca od tih je formi ostalo vrlo malo, a kasnije, uvođenjem Šestosiječanske diktature, nimalo. Ne samo Srbi prečani kao Svetozar Pribićević, nego i neki liberali u Srbiji (npr. Dragoljub Jovanović) postepeno su uviđali da su i sami žrtve despocije, pa je vladavina Petra I. 1903. – 1914. postala tema nostalgičnih prisjećanja i idealiziranja. Kralja se često nazivalo – Petar I. Veliki Oslobodilac.
| Prethodnik: Aleksandar Obrenović | Kralj Srbije 1903.–1918.                   | Nasljednik: Proglašen kraljem Srba, Hrvata i Slovenaca |
| Prethodnik: nova titula          | Kralj Srba, Hrvata i Slovenaca 1918.–1921. | Nasljednik: Aleksandar I. Karađorđević                 |

## Djela
- Dnevni zapisci jednog ustaša o bosansko-hercegovačkom ustanku 1875–1876. godine, (pripr. Milan Stevčić i Milorad Radević) Tribina, Beograd, 1983.[2]
- Ratni dnevnik 1915–1916, (prir. i predg. napisao Dragoljub Živojinović), Narodna knjiga, Beograd 1984.[2] (proš. izd. 2003.)[1]

### Prijevod
- John Stuart Mill, O slobodi, Beč, 1868. (Beograd 1912., 1990., Detroit, 1921.)[1]